# Daniel Hutto
Daniel D. Hutto é um filósofo americano e professor de psicologia filosófica na Universidade de Wollongong e na Universidade de Hertfordshire. Ele é conhecido por suas pesquisas sobre enativismo, afetos, e Psicologia do senso comum e sobre a filosofia de Ludwig Wittgenstein.